# Periplo

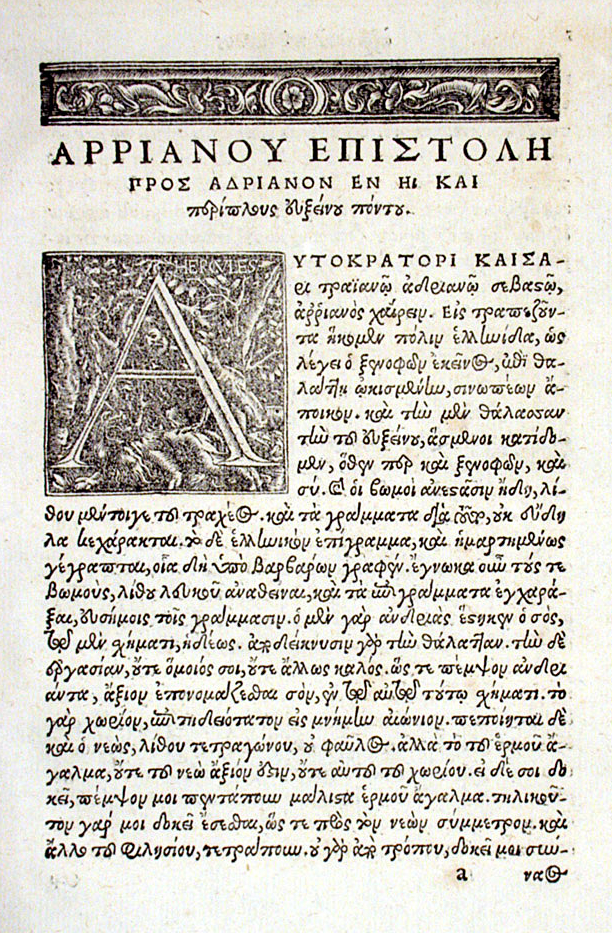
Incipit del Periplo del Ponto Eusino di Arriano, epigono della tradizione dei peripli

Periplo significa, alla lettera, circumnavigazione (in greco περίπλους, períplous). Si tratta di un genere nato intorno alla metà del VI secolo a.C. con scopi eminentemente pratici, quali la narrazione, in forma più o meno schematica, di un viaggio per mare e l'indicazione delle distanze tra i porti in base a una misurazione detta "stadiasmo", in quanto misurata secondo la forma metrica dello stadio. In realtà, alcuni elementi dello stile dei peripli ricorrono anche nella poesia antica, da Omero ed Esiodo in avanti, come il fatto che l'unità di misura delle distanze sia spesso espressa in giorni e notti di navigazione, anziché in (più recenti) misure lineari, differenti da popolo a popolo.
Tra i peripli pervenuti si ricordano varie composizioni di età arcaica, o quantomeno risalenti a questo periodo, come il Periplo massaliota, manuale mercantile forse degli inizi del VI secolo a.C., che descrive le rotte mercantili dalla Fenicia a Tartesso, e lungo le coste atlantiche nell'Europa dell'Età del ferro, lungo la "via dello stagno"; o ancora il periplo di Annone (VI secolo a.C.), intrapreso dal noto navigatore fenicio sulla costa occidentale dell'Africa con 60 navi; fu da lui trascritto e risulta essere su alcuni punti controverso, come laddove narra di incontri di mostri umanoidi e strani gorilla.
In età ellenistica, anche Pitea di Massalia (Marsiglia) aveva lasciato una narrazione scritta del suo viaggio marittimo verso le coste dell'Europa settentrionale, confluita in Strabone e Polibio, così come risalgono all'Ellenismo il periplo di Scilace, attribuito al navigatore Scilace di Carianda e il periplo di Scimno. Di epoca imperiale, invece, sono il Periplus Maris Erythraei (periplo del mare Eritreo o mar Rosso) e quello di Menippo di Pergamo.